# Castelnau-Chalosse
Castelnau-Chalosse (okzitanisch Castèthnau de Shalòssa) ist eine französische Gemeinde mit 595 Einwohnern (Stand 1. Januar 2022) im Département Landes in der Region Nouvelle-Aquitaine (vor 2016 Aquitaine). Sie gehört zum Kanton Coteau de Chalosse im Arrondissement Dax.

## Geografie
Die Gemeinde Castelnau-Chalosse liegt in der Landschaft Chalosse, etwa 18 Kilometer ostsüdöstlich von Dax. Der Luy führt durch die Gemeinde und begrenzt sie im Westen. Umgeben wird Castelnau-Chalosse von den Nachbargemeinden Poyartin im Nordwesten und Norden, Donzacq im Osten, Pomarez im Süden sowie Ozourt im Westen.

## Bevölkerung
| Jahr                       | 1962 | 1968 | 1975 | 1982 | 1990 | 1999 | 2006 | 2012 | 2021 |
| -------------------------- | ---- | ---- | ---- | ---- | ---- | ---- | ---- | ---- | ---- |
| Einwohner                  | 585  | 517  | 501  | 475  | 472  | 435  | 510  | 592  | 596  |
| Quellen: Cassini und INSEE |      |      |      |      |      |      |      |      |      |

## Sehenswürdigkeiten

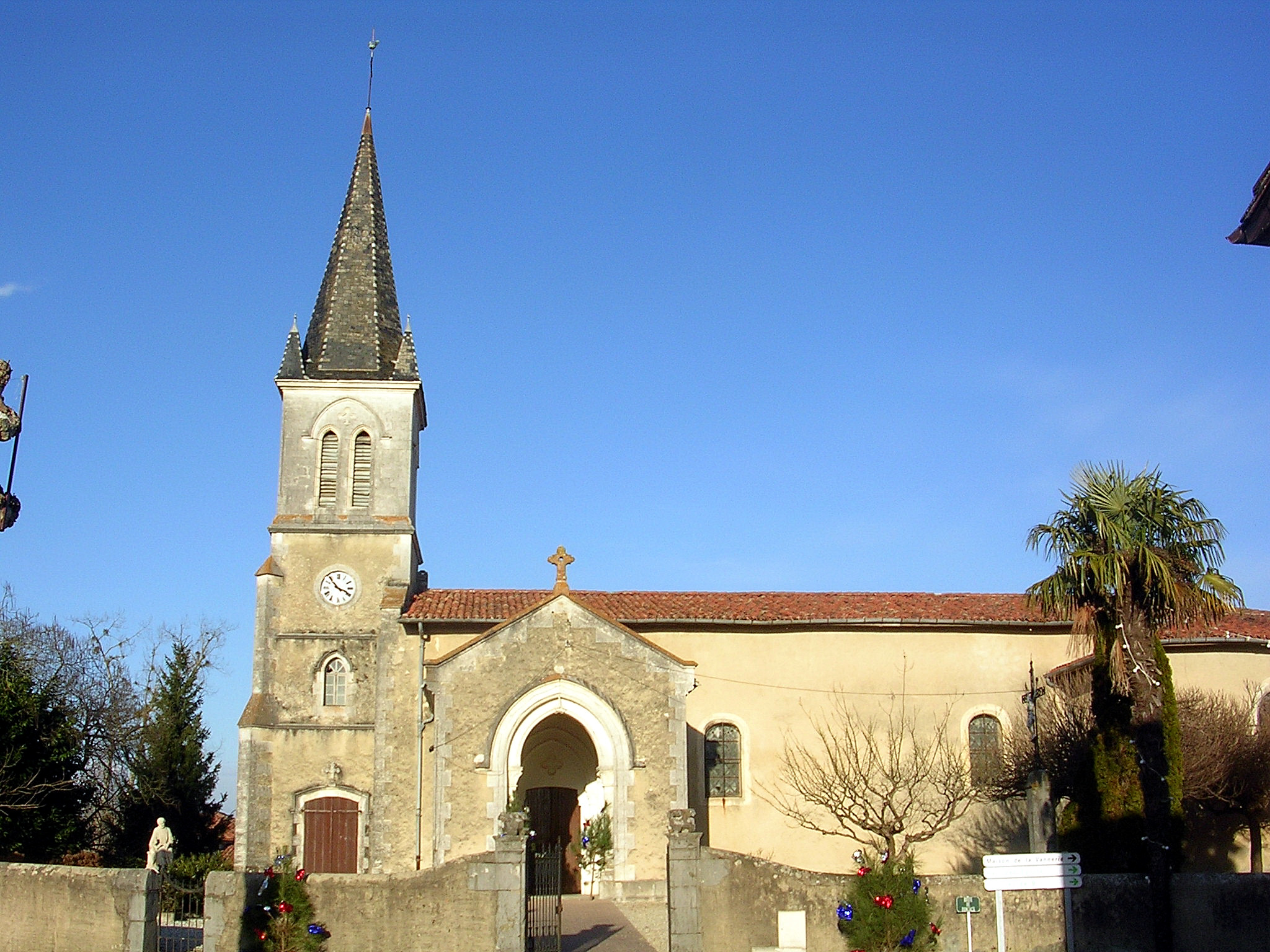
Kirche Sainte-Marie-Madeleine

- Kirche Sainte-Marie-Madeleine